# Vuelve temprano
 (срп. Vuelve temprano) мексичка је теленовела, снимана 2016.
У Србији се од 20. маја до 4. октобра 2019. емитовала на локалној телевизији Рас. 10. октобра 2019. се емитује на локалној телевизији Клик из Ариља

## Синопсис
Клара и Сантијаго наизглед имају савршен живот… Она је успешна телевизијска водитељка, а он утицајни адвокат. Међутим, мало времена проводе са својом децом и нису упућени у њихове проблеме.
Док Клара у дневнику саопштава вест о аутомобилској несрећи са трагичним исходом, схвата да је преминули у ствари њен син. Породица је сломљена, а на сахрани их прекида изненадна посета Антонија Авелисе, полицијског инспектора, који им саопштава да постоје докази који упућују на то да Игнасиова смрт није била случајна.
Живот Кларе и њене породице мења се из корена. Сви су у шоку и покушавају да пронађу мотиве, али и починиоце овог злочина.

## Глумачка постава

### Главне улоге
| Глумац:               | Улога:            |
| --------------------- | ----------------- |
| Габријела де ла Гарза | Клара Завалета    |
| Марио Симаро          | Антонио Авелиса   |
| Рубен Замора          | Сантијаго Урутија |

### Споредне улоге
| Глумац:           | Улога:                      |
| ----------------- | --------------------------- |
| Шарис Сид         | Маите Солер                 |
| Франциско де ла О | Франциско Валензуела        |
| Карлос Феро       | Мануел Карваљо              |
| Сара Коралес      | Денисе Моја "Канди"         |
| Алехандро Дуран   | Ханс Тронкосо               |
| Софи Гомез        | Лорето Родригез             |
| Алехандра Амброси | Рената Завалета             |
| Алехандро Касо    | Мигел                       |
| Кристина Родио    | Исидора Урутија Завалета    |
| Хулија Урбини     | Флоренсија Урутија Завалета |
| Андрес Делгадо    | Пабло Валензуела Солер      |
| Кристијан Васкез  | Габријел Кастро             |
| Естела Калдерон   | Естреља Ереро               |
| Данијел Барона    | Игнасио Урутија             |
| Адријана Лумина   | Каталина Гарза              |
| Палмерија Круз    | Ингрид Пара                 |
| Адријана Леал     | Софија Ерера                |